# Nils Thomas
Nils Marius Thomas (* 9. Juli 1889 in Oslo; † 13. November 1979 ebenda) war ein norwegischer Segler.

## Erfolge
Nils Thomas, Mitglied des Kongelig Norsk Seilforening, gewann 1920 in Antwerpen bei den Olympischen Spielen in der 8-Meter-Klasse nach der International Rule von 1919 die Silbermedaille. Mit der Lyn kam er in drei Wettfahrten stets hinter dem zweiten norwegischen Boot Sildra und vor dem belgischen Boot Antwerpia V als Zweiter ins Ziel, weshalb die Lyn die Regatta auf dem zweiten Platz beendete. Zur Crew gehörten außerdem neben Skipper Jens Salvesen noch Finn Schiander, Lauritz Schmidt und Ralph Tschudi.
Thomas arbeitete mehrere Jahre auf See, ehe er 1914 nach Oslo zurückkehrte und Schiffseigner wurde. Er war dreimal verheiratet.